# 独立团体
独立团体是1950年代至1960年代初，伦敦当代艺术学会（Institute of Contemporary Arts）年轻成员的松散组织。首次会议在1952年。